# Sutter Creek (California)
Sutter Creek es una ciudad ubicada en el condado de Amador en el estado estadounidense de California. Según las estimaciones de 2007 tenía una población de 2.945 habitantes y una densidad poblacional de 684,9 personas por km².

## Geografía
Sutter Creek se encuentra ubicada en las coordenadas 38°23′35″N 120°48′9″O / 38.39306, -120.80250. Según la Oficina del Censo, la ciudad tiene un área total de 4.3 km² (1.7 sq mi), de la cual toda es tierra.

## Demografía
Según el censo del año 2000, los ingresos medios por hogar en la localidad eran de $47.000, y los ingresos medios por familia eran $55.795. Los hombres tenían unos ingresos medios de $46.563 frente a los $30.188 para las mujeres. La renta per cápita para la localidad era de $23.100. Alrededor del 4.9% de las familias y del 7.8% de la población estaban por debajo del umbral de pobreza.